# Astragalus elwendicus
Astragalus elwendicus är en ärtväxtart som beskrevs av Joseph Friedrich Nicolaus Bornmüller. Astragalus elwendicus ingår i släktet vedlar, och familjen ärtväxter. Inga underarter finns listade i Catalogue of Life.